# Округ Брецлав
Округ Брецлав (чеш. Okres Břeclav) је округ у Јужноморавском крају, у Чешкој Републици. Административно средиште округа је град Брецлав.

## Становништво
Према подацима о броју становника из 2012. године округ је имао 114.853 становника.